# Udigrudi
De discografia reduzida, o movimento Udigrudi foi retratado como o movimento contracultural recifense, passando pelo conceito de "underground". A riqueza desse movimento foi ilustrado não apenas pela música, mas também por peças teatrais, textos, cinema, artes plásticas e até artesanato, levando em conta os bonecos e as críticas exarcebadas de alguns mestres artesãos de Caruaru, que estavam em ligação próxima ao mundo da música. 
Iniciado na década de 1970 e embalado na psicodelia "pós-woodstockiana" e geração beatnik, muitos o nomearam de beat-psicodelia recifense, recebendo influências também da beatlemania, tropicalismo, jovem guarda e regionalismo. Continua sendo divulgado graças aos CD-r’s, já que poucos títulos dessa época foram relançados em CD’s.